# Félix Bote
Félix Bote (Almendralejo, 22 de agosto de 1934-Huelva, 18 de septiembre de 2007) fue un trompetista español.

## Trayectoria

### Infancia y juventud
Nacido en Almendralejo, su primer profesor de trompeta fue su padre, Tomás Bote Romero, formación que ampliaría con otros profesores de la localidad y, sobre todo, durante toda su vida, de manera autodidacta, hasta conseguir una notabilísima perfección con este instrumento.
Siendo todavía un niño, ingresó en la Banda Municipal y, todavía muy joven, entró a formar parte de la Orquesta Bote, integrada por sus tíos y su padre.
A comienzos de los años cincuenta, sin cumplir todavía los veinte años, fue contratado por el famoso Circo Americano, en gira por toda España y el Norte de África.
Mientras realizaba el servicio militar en Madrid, tocaba con la Orquesta Cabaol en las más prestigiosas Salas de Fiestas de la capital, tales como York Club y Pasapoga.

### Década del 60
A mediados de los años sesenta estuvo durante largos periodos tocando en la Orquesta de Antonio Machín, actuando con su compañía de variedades en los mejores escenarios de España y de otros países. Por las mismas fechas, acompañó musicalmente a otras grandes figuras del cante, como Lola Flores, Antonio Molina y Pepe Pinto; y actuaba con otras importantes orquestas, entre ellas, Los Bombines, de Sevilla, y la Orquesta Molero, de Huelva.
En Almendralejo formó con otros destacados músicos locales dos agrupaciones musicales de gran prestigio, “Los Mejores” y “Neutralización”.
Aunque interpretó todos los géneros musicales, señala su primo hermano Tomás Bote que “su gran vocación estaba en la música de Jazz, en la que además introdujo a otros músicos locales. Fruto de esa semilla que sembró fue el grupo “Bossa Jazz Quintet”, que él lideraba”. Este grupo lo formaron Pedro Martín (bajo), Manolo Diosdado (guitarra), Joaquín Mora (batería), Diego Antúnez (flauta) y Félix Bote (trompeta), a los que se unía frecuentemente Tomás Bote (piano). A finales de los ochenta las cámaras de TVE-2 se desplazaron a Almendralejo para grabar un programa monográfico con este grupo dentro del espacio “Jazz entre amigos”.

### Década de 1990
En 1996 formó parte de aquel grupo de almendralejenses, que nos asomamos a las pantallas de Canal Sur para llevar a los andaluces y extremeños que sintonizaban este canal el mensaje de cómo era Almendralejo. En aquel programa, “Tal como somos”, dedicado a nuestra ciudad, la trompeta de Félix sonó aquel día una vez más, sonora y cálida, y con el acompañamiento al piano de su primo Tomás, recreó la canción de Isolina Carrillo, que popularizara en España, Antonio Machín, “Dos gardenias”; y nos habló de su aventurera y rica vida de artista que nos emocionó a todos.

### Década del 2000
Desde el año 2000 hasta su fallecimiento, en septiembre de 2007, estuvo tocando diariamente en el Hotel “Las Lomas”, de Mérida, querido, admirado, reconocido y respetado por todos como el maestro de la trompeta que siempre fue.
El 25 de junio de 2008, con un lleno total, tuvo lugar en el Teatro Carolina Coronado de Almendralejo una Gran Gala Musical “In memoriam. Félix Bote”, en la que participaron casi un centenar de músicos y cantantes extremeños.
El presentador del acto, Miguel Rodríguez, recordó otra faceta más del homenajeado, la de actor teatral dando vida a un músico vagabundo, en la obra “Metro”, de la Compañía La Estampa Teatro.
Boleros, pasodobles, con el estreno del titulado “Félix Bote”, música y letra de Lourdes Carrasco Barrera…, y jazz, como no podía ser menos, recordaron, entre aplausos, al trompetista, cuya vida se reflejó en el documental “Félix Bote, toda una vida…”, de Ana Duque, que también se representó para un público emocionado.
El escultor José Luis Miranda ha realizado el boceto de un busto de Félix Bote, que ya ha sido colocado en el interior del recinto del conservatorio de música de Almendralejo. Falleció en Huelva.